# 에이스메이커무비웍스
에이스메이커무비웍스는 대한민국의 드라마 및 영화 제작 배급사이다.

## 주요 작품 목록

### 영화
| 국가 | 제목                        | 개봉일     | 종류 | 담당       |
| ---- | --------------------------- | ---------- | ---- | ---------- |
| 한국 | 《악인전》                  | 2019.5.15  | 실사 | 배급       |
| 한국 | 《변신》                    | 2019.8.21  | 실사 | 제공, 배급 |
| 한국 | 《블랙머니》                | 2019.11.13 | 실사 | 제공, 배급 |
| 한국 | 《해치지않아》              | 2020.1.15  | 실사 | 제공, 배급 |
| 한국 | 《침입자》                  | 2020.6.4   | 실사 | 제공, 배급 |
| 한국 | 《사라진 시간》             | 2020.6.18  | 실사 | 제공, 배급 |
| 한국 | 《소리도 없이》             | 2020.10.15 | 실사 | 제공, 배급 |
| 한국 | 《새해전야》                | 2021.2.10  | 실사 | 제공, 배급 |
| 한국 | 《경관의 피》               | 2022.1.5   | 실사 | 제공, 배급 |
| 한국 | 《앵커》                    | 2022.4.20  | 실사 | 제공, 배급 |
| 한국 | 《리멤버》                  | 2022.10.26 | 실사 | 제공, 배급 |
| 한국 | 《보호자》                  | 2023.8.15  | 실사 | 제공, 배급 |
| 한국 | 《노량: 죽음의 바다》       | 2023.12.20 | 실사 | 제공, 배급 |
| 한국 | 《댓글부대》                | 2024.3.27  | 실사 | 제공, 배급 |
| 한국 | 《원더랜드》                | 2024.6.5   | 실사 | 제공, 배급 |
| 한국 | 《더러운 돈에 손대지 마라》 | 2024.10.14 | 실사 | 제공, 배급 |